# Carlo Bonomi
Carlo Bonomi (12 de março de 1937 – 6 de agosto de 2022) foi um comediante e dublador ítalo-americano.
Bonomi foi o responsável pelas vozes na série de animação infantil, Pingu. Ele criou os diálogos sem seguir um roteiro definido, usando um idioma criado por si, composto de palavras incompreensíveis. Assim, qualquer criança, captaria a mensagem de maneira igual, tendo que observar o comportamento dos personagens para conseguir interpretar a história.
Essa técnica também foi usada na animação La Luna.